# Erich Schenk
Erich Schenk   (Salzburg, 5 de maig de 1902 - Viena, 11 d'octubre de 1974) és un historiador de la música austríac, nascut el 5 de maig de 1903 a Salzburg i mort l'11 d'octubre de 1974 a Viena.
Erich Schenk va estudiar al Mozarteum de Salzburg i més tard a la Universitat de Múnic, on va completar la seva tesi doctoral el 1925. Després de llicenciar-se el 1930 a la Universitat de Rostock. D'aquesta universitat va néixer el 1936 l'Institut de Musicologia. Després del mandat de Robert Lach el 1940, Schenk el va seguir com a professor a l'Institut de Musicologia de la Universitat de Viena. Hi va poder romandre allà fins i tot després de la presa del control socialista i va ser acollit per l'Acadèmia austríaca de les ciències el 1946. El 1950 va ser elegit degà de la Facultat de Filosofia i el 1957 al rectorat de la Universitat de Viena. Va guanyar la seva reputació com a musicòleg, entre d'altres, com a editor de la línia de musicologia "Denkmäler der Tonkunst a Österreich" (DTÖ) (Monuments de l'art musical austríac) i a través de la seva recerca en música clàssica i barroca vienesa.
Pel seu treball de recerca en musicologia, Schenk va rebre diversos honors, com la gran medalla de plata de la República d'Àustria. Més tard, es va convertir en doctor honoris causa de la Universitat de Brunn i Rostock. El 1966 va rebre el premi Wilhelm Hartel, el 1970 la medalla austríaca per a la ciència i l'art i el 1971 es va convertir en emèrit. Des de l'any 2003, l'associació "Mozartgemeinde Wien" concedeix als joves músics un nou premi amb el nom de "Premi Erich Schenk". Es va ordenar en la voluntat de la vídua del musicòleg i va substituir l'anterior Premi d'Interpretació Ciutat de Viena.
És innegable que Schenk va ser fortament antisemita des del començament dels anys trenta fins a la seva mort, cosa que no va ser corregida. Això s'ha demostrat diverses vegades. Així, des del 2 d'agost de 1934, Schenk va formar part del Sindicat Nacional dels Professors Socialistes (NS Lehrerbund), aleshores professor dels nacionalsocialistes nacionals alemanys i empleat temporal per a les activitats d'espionatge de l'oficina de Rosenberg, en el marc del qual ell, va donar informació sobre antics estudiants de música jueus i va treballar estretament amb Herbert Gerigk sobre un lèxic de jueus en la música ("Lexikon der Juden in der Musik"). Gerigk va agrair sincerament a Schenk: "un examen minuciós dels candidats a doctorat vienès probablement portaria a la llum alguns jueus més grans". A través de la seva tasca a l'oficina de Rosenberg, Schenk fou exclòs del servei militar. També va participar en la revista "Musik im Kriege" de Rosenberg (Música durant la guerra). A la biografia de Johann Strauss publicada el 1940, cada jueu es va caracteritzar minuciosament i es van fer resultats de la investigació sobre les patologies presumptament provades de Johann Strauss (que sens dubte es basaven en dades de la senyora Adele, la tercera esposa de Johann Strauss) Eren als ulls d'Ernst Décsey només un punt de vista autocràtic i xafarderies periodístiques. Aquesta biografia va ocupar un lloc important en la investigació sobre Strauss en musicologia, fins que Ernst Décsey va reconstruir la imatge de la vida de Strauss de manera històrica a partir de dates i llocs.
La demanda de Schenk es va presentar només després de la guerra per la força de l'ocupació nord-americana. El cap de secció Otto Skrbensky del Ministeri de l'Interior va dur a terme la investigació. Va disputar les acusacions contra Schenk. Pel que fa a la requisició de la biblioteca de Guido Adler, un esdeveniment en què Schenk havia tingut un paper determinat, va pensar: "No hi ha res a dir contra el professor Schenk, perquè era en interès de Àustria, deixi la biblioteca a la nostra pàtria". L'expropiació com a acte de voluntat de la gent va aparèixer a Skrbensky com una mesura indiscutiblement adequada. El 30 de juny de 1952, el ministre federal Kolb va escriure a Schenk: "El ministeri federal ha destituït el càrrec després que s'hagi reconegut un examen detallat de les activitats d'abans i l'adquisició de la biblioteca per part de l'Institut de Musicologia de la Universitat. Correcte i anant en la direcció de la preservació del patrimoni".
Després de la Segona Guerra Mundial, quan Gösta Neuwirth va començar a treballar amb Franz Schrecker a principis dels anys seixanta, el professor vienès el va servir bé: "Amb els jueus, no m'abandono!" ". Les actuacions contra Schenk el 1967 van fallar. El comportament falsat de Schenk també radicava en el fet que es pogués demostrar que els seus escrits sobre la fundació del nacionalsocialisme amb motiu del número especial del seu Ausgewählten Aufsätze, Reden i Vorträge, eren corregits i perfeccionats.